# 黄绿蒿
黄绿蒿（学名：Artemisia xanthochloa），为菊科蒿属下的一个植物种。